# Fernando Caride
Fernando Caride (9 de julio de 1953) es un actor y director argentino de teatro y televisión.

## Biografía
Nació en Burzaco, provincia de Buenos Aires donde reside. Decidió comenzar a estudiar actuación luego de un accidente automovilístico que lo tuvo al borde de la muerte. 
Decidió dedicarse de lleno durante diez años a estudiar teatro en la Escuela de Formación Actoral (EFA) de Víctor Laplace y Néstor Romero en San Telmo y con quienes cursó seminarios de “El actor frente a la cámara de Cine” y “El actor frente a la cámara de Televisión” y seminarios de “Análisis de textos” con el profesor Pedro Espinoza. 
A sólo tres años de haber comenzado, estaba haciendo su debut teatral en “La pasión de Don Juan” con Laplace. Estudió locución y producción de radio en el taller de imagen y sonido a cargo del profesor Omar Asis.
Hijo: Fernando Ignacio Caride. 
Nietos: Martina Nicole Caride Yostak y Lucio Román Caride Yostak. 

## Trabajos realizados

### Teatro
- "La pasión de Don Juan", acompañando a Víctor Laplace (tres temporadas)
- "LR101 Radio Los Protagonistas", Teatro Lola Membrives. Teatro Metropolitan. Dirección: Ricardo Romero.
- "Las Migas" de N. Sabatini. Teatro C.E.A. Dirección: Víctor Laplace, N. Romero.
- "Historias de conventillo" Espectáculo de tango. Anfiteatro Caminito.  .
- "Humor por tres en sol mayor" con Joe Rigoli.
- "Ruido de Rotas Cadenas" de Ricardo Halac (2 temporadas) Dirección: Laplace, Romero
- “Locos por el Tango", La Boca, Mar del Plata, Córdoba y Pcia. de Buenos Aires.
- “La Grieta” en el centro Cultural Gral. San Martín Junto a Cuca Taburelli
- "Juego sin Fin” en el Centro Cultural Gral, San Martín. Dirección: Cuca Taburelli
- “Las Esposas” en el Foro Gandhi. Dirección: Néstor Romero.
- “Guillo, el Cantante” Teatro Picadilly. Dirección: N. Sabatini. Ciclo Club de Autores 2004.
- “Diálogos de Villoldo” Teatro Astral, Dirección: N. Romero
- "Relojero" Festival '06 a Don Armando Discépolo Argentores, Teatro del Pueblo
- “Amarillo” Iberescena España 2010
- “El bien dotado” Iberescena España 2010
- “T.X.I. A pesar de la duda” Iberescena España 2010
- “El clásico binomio” Iberescena España 2010
- “Juan Moreira” Argentores 2011

### Publicidad
- SIDECASA (El sospechoso)
- Banco ITAU (Confusión de venta de bancos)
- INFINITO (Testigo)
- I-SAT (Ciclo de Cine Nacional)
- Páginas Doradas ("El Entrenador") Ganadora (Premio "Lápiz de Oro 2000")
- Matarazzo 2009

### Televisión
- La Mujer del Presidente
- De Corazón
- 099 central
- Luna Salvaje
- PH
- Mil Millones
- Los Médicos
- El Sodero de mi vida
- Ilusiones
- Yago, Pasión Morena (Sarlinga), Premio Martín Fierro
- Tiempo Final (Capítulo "Mala Noche")
- Tumberos (Diputado Durán)
- Los Simuladores
- Máximo Corazón
- Costumbres Argentinas
- Malandras
- Disputas
- Sol Negro
- Soy Gitano
- Abre tus ojos
- Culpable de este Amor
- Los Roldán
- C.Q.C (especial del 9 de julio de 2004)
- Jesús el Heredero
- Casados con Hijos
- Criminal (Concejal Pécora)
- Montecristo
- Amas de casa desesperadas
- Collar de Esmeraldas
- Alma Pirata
- Se Dice Amor
- El Tiempo No Para
- La ley del amor
- Especial Fundación Huésped (La Niebla)
- Vidas Robadas
- El Marginal
- Herencia de amor
- Valientes
- El Elegido
- Los únicos
- Sr. y Sra. Camas
- Farsantes
- Babylon
- Noche y día ("El cuervo")
- Esperanza mía
- El consejero
- El otro
- Encerrados

## Escuela de Teatro
La Escuela de Teatro de Fernando Caride está en Burzaco, se creó hace trece años y tiene como fundamento una consigna que vislumbra al actor como el único artista que es instrumento y ejecutante al mismo tiempo. La idea del entrenamiento actoral intenta localizar en los alumnos las causas personales que pueden impedir su desarrollo creativo, detectar sus tensiones y aprender a trabajar con ellas, impulsando la imaginación, la observación, la atención y la adaptación del artista.
“Empecé con esto de la escuela debido a la insistencia de unos amigos que me convencieron para que diera unos cursos. Al principio tenía sólo 6 alumnos. Luego se corrió la bola y llegaron a 30. Ese primer año, en el Sportivo Burzaco, terminé con 22 alumnos. Luego me trasladé al Club Adrogué y desde hace nueve años estoy acá en el Club Independiente de Burzaco".

Pese a tener la chance de enseñar teatro en una ciudad como Buenos Aires con más potenciales “clientes-alumnos”, Fernando Caride optó por quedarse en la zona sur. “Yo nací acá en Burzaco, en 25 de mayo y 9 de julio. La verdad es que me tira la aldea y no hay una explicación racional sobre por qué elegí quedarme acá. Tampoco quiero encontrarla. Pero lo cierto es que no puedo olvidarme de lo que soy".
- Datos: Q21002084